# Moonriders
 (février 2016).
Si vous disposez d'ouvrages ou d'articles de référence ou si vous connaissez des sites web de qualité traitant du thème abordé ici, merci de compléter l'article en donnant les références utiles à sa vérifiabilité et en les liant à la section « Notes et références ».
Moonriders (ムーンライダーズ) est un groupe japonais de rock, originaire de Tokyo. Il est formé en 1975. En 2011, ils annoncent faire une pause pour une durée indéterminée.
Au début de 2014, après la mort du batteur Tetsurō Kashibuchi, le groupe déclare vouloir se reformer. Le groupe se reforme effectivement en 2016, mais pour un très brève période.

## Histoire

### Formation et débuts
Fondé en 1971, le groupe Hachimitsupai (はちみつぱい, Honey Pie) sort en 1973 l'album Senchimentaru Dori (センチメンタル通り, Sentimental Street). Le groupe se sépare en 1974, et cinq de ses neuf anciens membres forment le groupe Moonriders : Keiichi Suzuki (chant, guitare et claviers), Tohru Okada (clavier, chœur et chant), Kazuo Shiina (guitare), Tetsurō Kashibuchi (batterie, chœur et chant), et Masahiro Takekawa (violon, trompette, mandoline, chœur et chant).
Keiichi Suzuki faisait également partie, avec son frère Hirobumi, entre 1972 et 1974, d'un groupe qui s'appelait Moonriders. La nouvelle formation devait s'appeler Original Moonriders (オリジナル・ムーンライダーズ), mais, par commodité, ils décident de garder le seul nom de Moonriders. Le nom de Moonriders est emprunté à un des Contes des mille et une secondes (一千一秒物語) de Taruho Inagaki. Le groupe Moonriders est conçu de telle manière que chaque membre est à la fois compositeur et producteur. Souhaitant repartir de zéro après Honey Pie, Moonriders gagne ses premiers cachets en se produisant comme backing band dans des tournées d'artistes comme Agnes Chan (de 1975 à Goshogawara à 1976 à Hong Kong), Candies, ou Haruomi Hosono (lors de sa tournée Tropical Dandy).
Ils sortent ainsi leur premier album en 1976, Hinotama Boy (Fireball Boy), sous le nom Keiichi Suzuki and The Moonriders. Mais, pendant les premières années, avant même qu'ils ne signent chez Tokuma, les médias les appellent seulement les Moonriders (ils n'adopteront ce seul nom qu'en 1986, à la sortie de leur album au titre anglais Don't Trust Over Thirty (référence à la Cène)).

### Période Nippon Crown
Le 25 février 1977, Moonriders sort un album éponyme chez Nippon Crown Music. Le groupe y développe des sonorités proches de la musique occidentale, ce qui engendre des tensions au sein du groupe : Kazuo Shiina quitte le groupe le 24 mars 1977 à cause de ces différends artistiques. Ryomei Shirai, qui a collaboré à l'album Hinotama Boy, intègre peu après le groupe comme membre permanent.
Les albums Istanbul Mambo (イスタンブール・マンボ) en 1977 et Nouvelles Vagues (ヌーベル・バーグ) en 1978 restent dans cette mouvance « européanisante » : le groupe utilise notamment un synthétiseur sur l'album de 1978 - par exemple, la chanson Cousins (いとこ同士) -, dans la même veine que la new wave américaine. Lorsque sort Modern Music (モダーン・ミュージック) en 1979, le groupe revêt des costumes de scène semblables à ceux qu'arborait le groupe Devo, et explore l'idée de déstructuration musicale.
Le groupe va cependant prendre ensuite une tout autre direction, plaçant l'idée de « liant » au cœur de sa musique : ils sortent, en 1980, l'album-concept Camera Egal Stylo, pensé comme une bande originale de film de fiction. Le titre fait d'ailleurs référence directe à l'idée de caméra-stylo développée par la Nouvelle Vague cinématographique française. En outre, quatorze des quinze titres de l'album sont les titres japonais de films néoréalistes occidentaux : Deux ou trois choses que je sais d'elle, Le Troisième Homme, Rome, ville ouverte, Alphaville, Hiroshima mon amour, Intérieurs, Le Silence, Entr'acte, Diciottenni al Sole, Le Couteau dans l'eau, Elle est terrible, Blow-Up, Les Quatre Cents Coups et Berlin, symphonie d'une grande ville.

### Période Japan Records-Pony Canyon
En 1981, le groupe signe chez Tokuma, et se lance dans des sessions d'enregistrement expérimentales coûteuses. Pour l'album Mania Maniera (マニア・マニエラ), qui sortira en 1982, le groupe s'accompagne pendant tout l'enregistrement d'un ordinateur pour numériser et sampler, par exemple, les notes de batterie, se posant ainsi au sommet de la technopop et de la new wave. Bien que la maison de disque leur demande de réduire les coûts de leurs sessions (Mania Maniera rencontre pourtant un certain succès public), le groupe enregistre et sort l'album 青空百景 la même année.
Alors que Moonriders change de maison de disque pour BMG Japan, chez Pony Canyon, ils gardent un rythme de production constant d'un album par an. Puis, après la sortie, en 1986, de l'album Don't Trust Over Thirty, le groupe donne un concert exceptionnel pour leurs dix ans de carrière dans une usine du quartier d'Ebisu, près de l'arrondissement de Shibuya, à Tokyo. Après cela, ils s'accordent une pause de cinq ans, du fait de maladies contractées par certains membres du groupe – Keiichi Suzuki, par exemple, souffrait de douleurs aux oreilles. Pendant ces cinq années, les membres ont développé quelques projets personnels d'écriture et de production (par exemple, Keiichi Suzuki a composé la musique du jeu vidéo Mother, développé par Nintendo).

### Période Toshiba EMI
Pendant les cinq ans d'absence du groupe, les rumeurs quant à un arrêt définitif de leur carrière se multiplient. Mais les Moonriders annoncent en 1991 qu'ils ont signé chez Toshiba EMI, et l'album 最後の晩餐 (Christ, Who's Gonna Die First?) sort le 26 avril 1991. Tous les billets mis en vente pour leur concert au NHK Hall, à Shibuya (Tokyo), sont vendus en un seul jour. De plus, après être passé tour à tour chez BMG Japan, puis Ki/oon Music, Moonriders signe en 1999 chez Warner Music Japan et Dream Machine. 
En 2001, le groupe commémore ses vingt-cinq ans de carrière en sortant l'album Dire Morons Tribune, et leur premier album, Hinotama Boy, est réédité. En 2004, ils fondent leur propre label, Moonriders Records. En 2006, pour leurs trente ans de carrière, ils donnent un concert exceptionnel au Hibiya Open-Air Concert Hall, invitant de nombreux artistes sur scène. L'album Moon Over the Rosebud est un autre succès public, le groupe se lance dans une grande tournée.
Le 11 novembre 2011, alors qu'ils fêtent leur trente-cinq ans de carrière, le groupe Moonriders annonce sur son site officiel qu'il prend une pause à durée indéterminée, surprenant autant son public que les médias japonais. Dans le même temps, ils offrent en téléchargement gratuit, jusqu'au 31 décembre de la même année, le titre Last Serenade. Le 30 décembre, ils donnent un concert gratuit sur le toit du magasin Tower Records de Shinjuku, les médias japonais le comparant au rooftop concert des Beatles. Le 31 décembre 2011, le site officiel du groupe est mis hors ligne. 
Le batteur Tetsurō Kashibuchi décède le 17 décembre 2013 - les médias japonais annonceront sa disparition trois jours plus tard. Un an après sa mort, le 17 décembre 2014, un hommage lui est rendu au Nippon Seinenkan de Tokyo. En 2016, le groupe se reforme brièvement, organisant la tournée Moonriders Outro Clubbing Tour.

## Membres

### Membres actuels
- Keiichi Suzuki - chant, guitare, clavier
- Ryomei Shirai - guitare, sitar, cithare, gitagidora (ギタギドラ), chœur, chant
- Masahiro Takekawa - violon, trompette, mandoline, guitare, chœur, chant
- Hirobumi Suzuki - basse, guitare, chœur, chant
- Fumihisa Natsuaki - batterie

### Membres Décédés
- Tetsurō Kashibuchi - batterie, percussions, guitare, chœur, chant (Décédé en 2013)
- Tohru Okada - clavier, chœur, chant (Décédé en 2023)

### Anciens membres
- Kazuo Shiina - guitare
- Shojiro Doi - batterie

## Discographie

### Compilations
- 1978 : 東京一は日本一
- 1984 : 12コレクト
- 1986 : ベスト・セレクション
- 1986 : ティン・パン・アレー＋ムーンライダーズ
- 1987 : ベスト16 スイマー〜ジェラシー
- 1988 : 全曲集
- 1989 : ベスト
- 1992 : ベスト15
- 1993 : The Best of Luck!
- 1994 : Best of Moonriders 1982-1992 Keiichi Suzuki sings Moonriders
- 1997 : 短くも美しく燃え
- 1998 : アンソロジー 1976-1996
- 1998 : かしぶち哲郎SONGBOOK
- 1999 : Twin Best
- 2003 : Moonriders Selection
- 2003 : Anthology Moon Riders Best
- 2004 : GOLDEN☆BEST ムーンライダーズ
- 2006 : New Directions of Moonriders vol.1
- 2011 : クラウン・イヤーズ・ベスト＆LIVE

### Album live
- 1986 : THE WORST OF MOONRIDERS
- 2000 : A Touch of Fullmoon Shows in the Night
- 2006 : マニアの受難 PASSION MANIACS Original Soundtrack
- 2012 : moonriders LIVE at MIELPARQUE TOKYO HALL 2011.05.05“火の玉ボーイコンサート”

### Vidéo / DVD
- 1998 : 月面讃画〜ムーンライダーズ・月面サマーツアー1998
- 2006 : PASSION MANIACS マニアの受難
- 2007 : DREAM MATERIALIZER
- 2008 : moonriders LIVE at SHINJUKU LOFT 2006.4.15
- 2009 : The Postwar Babies Show
- 2012 : Ciao!THE MOONRIDERS LIVE 2011